# Roma (nave da battaglia 1907)
La Roma fu una nave da battaglia pre-dreadnought della Regia Marina della Classe Regina Elena, in servizio tra il 1908 ed il 1927. Costruita all'Arsenale della Spezia, il suo scafo venne impostato nel 1903 e l'unità, varata nel 1907, entrò in servizio nel 1908.
Il motto della nave era Roma intangibile che deriva dal proclama di Vittorio Emanuele III del 2 agosto 1900, appena salito al trono: l'unità della patria che si compendia nel nome augusto di Roma intangibile, simbolo di grandezza e pegno per l'integrità per l'Italia.
A causa dei lunghi tempi di costruzione, malgrado fosse un'eccellente unità dalle caratteristiche ben equilibrate, quando entrò in servizio era oramai superata dalle nuove corazzate monocalibro.
Venne impiegata durante la guerra di Libia e la prima guerra mondiale.

## Caratteristiche
La nave aveva una lunghezza fuori tutto di 144,6 metri (474 piedi), una larghezza massima di 22,4 metri (73 piedi) e un pescaggio massimo di 8,58 metri (28,1 piedi) con un dislocamento, a pieno carico, di 13.772 tonnellate.

Profilo e pianta della nave da battaglia Roma

La propulsione era costituita da due motrici verticali a tripla espansione il cui vapore veniva fornito da venticinque caldaie Babcock & Wilcox, alimentate a carbone. L'apparato motore sviluppava una potenza di 21.968 cavalli (16.382 kW) che consentiva alla nave di raggiungere una velocità massima di 21,39 nodi con un'autonomia di circa 10.000 miglia ad una velocità di 10 nodi.
L'armamento principale era costituito da due cannoni da 305/40 (12 pollici in due torri singole, una a prua e una a poppa, dodici cannoni da 203/45 Mod. 1897 in sei torrette binate a centro nave. L'armamento secondario, come nella gemella Napoli, era costituito da una batteria di ventiquattro cannoni da 76/40 e due da 47 mm. Il controllo del fuoco dei cannoni era assicurato da un telemetro "Barr and Stroud" collocato sopra la torre di comando e i depositi munizioni erano dotato in un sistema di refrigerazione che minimizzasse il rischio di esplosioni accidentali. L'armamento era completato da due tubi lanciasiluri da 450 mm posizionati nello scafo sotto la linea di galleggiamento.
La corazzatura era costituita da acciaio Krupp delle acciaierie di Terni. La cintura aveva una protezione di 350 mm, il ponte di 100 mm, le torrette dei cannoni da 305 mm/40 avevano una protezione 250 mm e quello dei cannoni da 203 mm/43 una protezione di 152 mm, mentre una corazzatura di 254 mm costituiva la protezione della torre di comando.

## Storia
La realizzazione della nave venne effettuata a La Spezia presso l'Arsenale militare, dove lo scafo dell'unita venne impostato il 20 agosto 1903; varata il 21 aprile 1907, l'allestimento venne completato il 17 dicembre 1908.

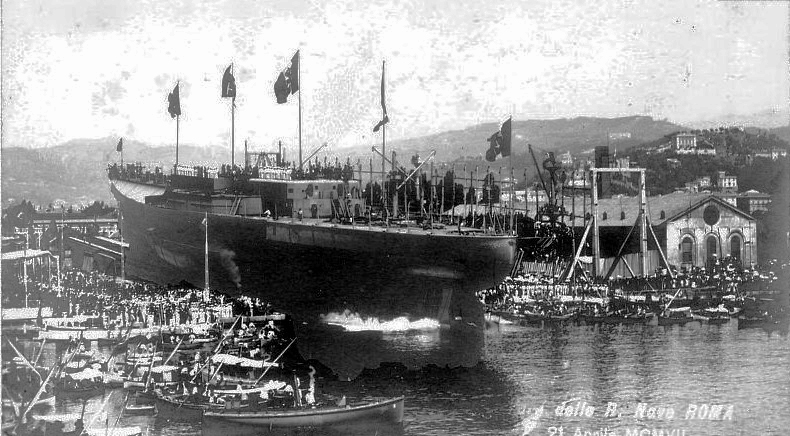
Il varo della nave

Il 29 settembre 1911 l'Italia entrò in guerra con l'Impero ottomano per la conquista le regioni nordafricane della Tripolitania e della Cirenaica, che costituivano la Libia ottomana. Per tutta la durata del conflitto la nave, insieme alle gemelle Napoli, Vittorio Emanuele e Regina Elena, prestò servizio nella 1ª Divisione della 1ª Squadra, comandata viceammiraglio Augusto Aubry.
Il 30 settembre la nave, insieme alla gemella Vittorio Emanuele, e all'incrociatore corazzato Pisa furono inviate in perlustrazione nell'Egeo, nella speranza di incrociare la squadra navale di addestramento turca, che rientrava dal Levante a Costantinopoli.  Poco dopo, Roma e Napoli, insieme agli incrociatori corazzati Pisa e Amalfi presero parle al blocco del porto di Tripoli. Le navi vennero avvicendate il 3 ottobre dalla corazzata Benedetto Brin e dalle tre navi da battaglia della classe Re Umberto.
Il 18 ottobre, la corazzata Roma e il resto della 1ª Divisione scortarono un convoglio di otto navi da trasporto truppe a Bengasi. La flotta italiana bombardò la città il mattino, dopo che la guarnigione ottomana aveva rifiutato di arrendersi. Durante il bombardamento, la fanteria e le truppe da sbarco partiti dalle navi, raggiunsero la costa.  Le truppe italiane costrinsero rapidamente gli ottomani a ritirarsi in città prima della sera. Dopo un breve assedio, le forze ottomane si ritirarono il 29 ottobre, lasciando la città agli italiani.  A dicembre, la corazzata Roma e le altre unità della 1ª Squadra andarono ad occupare i porti della Cirenaica. Nave Roma rimase di stanza a Bengasi insieme alla gemella Regina Elena, all'incrociatore corazzato San Marco e all'incrociatore protetto Agordat. Mentre erano stanziate a Bengasi, le unità navali contribuirono alla difesa della città dai contrattacchi turchi.  All'inizio del 1912, la nave e la maggior parte della flotta fecero in Italia per lavori di manutenzione resi necessaria dopo diversi mesi di operazioni di combattimento. Solo una piccola forza di incrociatori e di altre navi venne lasciata a pattugliare la costa nordafricana, dal momento che la flotta ottomana era rimasta confinata in porto.
Il 13 aprile, la 1ª Divisione lasciò Taranto per un'azione dimostrativa al largo della costa anatolica, insieme alle corazzate della 3ª Divisione, che erano partite da Tobruk. Le due formazioni navali, dopo essersi riunite il 17 aprile al largo dell'isola di Stampalia, proseguirono verso nord e il giorno seguente tagliarono i cavi del telegrafo sottomarino tra Imbros, Tenedos, Lemnos, Salonicco e i Dardanelli. Le navi italiane puntarono poi verso l'entrata dei Dardanelli nel tentativo di attirare la flotta ottomana. Quando le fortificazioni costiere ottomane iniziarono ad aprire il fuoco contro le navi italiane, gli italiani risposero al fuoco e inflissero loro seri danni. Il 19 aprile, la corazzata e la maggior parte della flotta rientrarono in Italia, lasciando solo gli incrociatori Pisa e Amalfi e una flottiglia di torpediniere a navigare al largo della costa ottomana.
Il 30 aprile, la 1ª Divisione partì di nuovo da Taranto, diretta verso l'isola di Rodi. Nel frattempo, le navi da battaglia della 3ª Divisione scortarono un convoglio di truppe da Tobruk sull'isola. Le navi italiane incrociavano le acque di Rodi mentre le unità da trasporto sbarcavano il 4 maggio la forza di spedizione a 16 km a sud della città; i soldati avanzarono rapidamente verso la città, sostenuti dal fuoco delle artiglierie della flotta italiana. I turchi si arresero il giorno seguente. Tra l'8 e il 20 maggio, la corazzata Roma venne coinvolta, tra Creta, Rodi e Samo, nelle operazioni di occupazione di numerose isole nel Dodecaneso. Nel mese di giugno, nave Roma, e il resto della 1ª Divisione rimasero di stanza a Rodi. Nei due mesi successivi, le navi italiane perlustrarono l'Egeo allo scopo di impedire ai turchi di tentare eventuali operazioni anfibie per riconquistare le isole di cui l'Italia si era impadronita a maggio. Le unità della 1ª Divisione rientrarono in Italia alla fine di agosto per riparazioni e riallestimento, e vennero sostituite dalle navi da battaglia della 2ª Squadra Navale al comando del viceammiraglio Luigi Faravelli.  La 1ª Divisione lasciò il porto il 14 ottobre, ma venne richiamata più tardi quello stesso giorno, quando gli ottomani avevano accettato di firmare un trattato di pace per porre fine alla guerra. Il 15 ottobre vennero firmati i preliminari di pace e il 18 ottobre venne sottoscritto il trattato di pace.

La nave alla fonda

Allo scoppio della prima guerra mondiale, nell'agosto del 1914, l'Italia si mantenne inizialmente neutrale. L'Italia dal 1882 faceva parte, insieme all'Impero tedesco e all'Impero austro-ungarico della Triplice alleanza, con cui ruppe in seguito ad un accordo segreto, conosciuto come Patto di Londra firmato il 26 aprile 1915, stipulato tra il governo italiano e i rappresentanti della Triplice intesa, con il quale l'Italia si impegnava a scendere in guerra contro gli Imperi Centrali, durante la prima guerra mondiale, entro un mese dalla stipula, in cambio di cospicui compensi territoriali delle terre irredente, poi non completamente riconosciuti nel successivo trattato di Versailles alla fine del conflitto.
L'Italia entrò in guerra il 24 maggio 1915 e la Marina Austro-Ungarica fu l'avversario principale nel conflitto. La flotta da battaglia austro-ungarica si trovava nei suoi porti dell'Adriatico e lo stato maggiore della Regia Marina, ritenendo che sommergibili e posamine austro-ungarici potessero operare in modo efficace nelle strette acque dell'Adriatico e che la minaccia di queste armi fosse troppo seria perché la Regia Marina potesse usare la flotta in modo attivo,  decise invece di implementare il blocco nella parte meridionale relativamente più sicura dell'Adriatico con navi da battaglia e incrociatori, mentre le navi più piccole, come torpediniere MAS, effettuarono incursioni su navi e installazioni austro-ungariche. Nel frattempo, le principali navi da guerra di Revel sarebbero state preservate per affrontare la flotta austro-ungarica nel caso in cui gli austro-ungarici avessero cercato uno scontro decisivo in mare aperto. Di conseguenza, Nave Roma, insieme alle altre unità della classe Regina Elena non vennero impiegate in azioni significative durante la guerra.
Nave Roma, insieme alle altre unità della classe Regina Elena inquadrate per tutta la durata del conflitto nella 2ª Divisione Navale del contrammiraglio Emanuele Cutinelli Rendina, trascorsero gran parte della guerra roteando tra le basi di Taranto, Brindisi e Valona, ma non vennero mai impiegate in combattimento. Tra il 14 e il 15 maggio 1917 venne combattuta la battaglia del Canale d'Otranto, la più grande battaglia navale combattuta nell'Adriatico nel corso della prima guerra mondiale in conseguenza di un tentativo da parte di tre incrociatori leggeri Austro-ungarici di forzare il blocco del Canale d'Otranto che impediva alla Marina Austro-Ungarica di uscire dall'Adriatico ed accedere al Mar Mediterraneo per minacciare le operazioni alleate e colpire il traffico navale tra Italia ed Albania con tre incrociatori leggeri. Nave Roma e le altre unità della classe erano pronte ad accorrere in aiuto delle navi alleate, ma il comando italiano prudentemente non permise che prendessero parte alla battaglia per non rischiare la loro perdita nell'Adriatico dove forte era la minaccia da parte dei sommergibili.

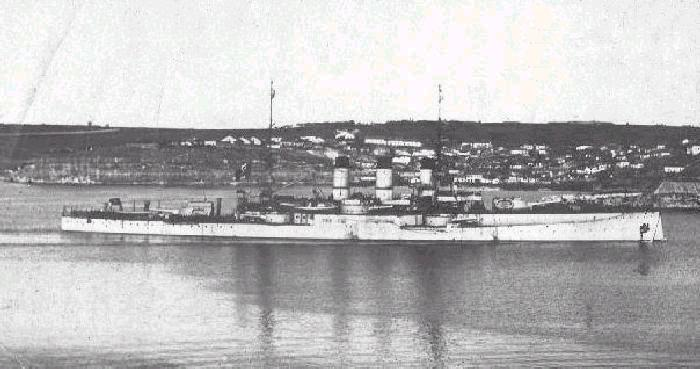
La corazzata Roma a Costantinopoli nel 1918

Nel novembre 1918, Nave Roma e l'incrociatore protetto Agordat presero parte all'occupazione di Costantinopoli in conformità con l'Armistizio di Mudros, che concluse la partecipazione degli ottomani nella prima guerra mondiale, unendosi a una formazione navale composta da navi britanniche, francesi e greche che entrarono nei Dardanelli, consentendo alle truppe di sbarco di occupare la città.  Le prime truppe francesi entrarono in città il 12 novembre 1918, seguite dalle truppe britanniche il giorno successivo. Le truppe italiane sbarcarono a Galata il 7 febbraio 1919.
All'inizio del 1922 le cinque principali potenze vincitrici della prima guerra mondiale firmarono il Trattato navale di Washington, mediante il quale concordarono di prevenire una corsa agli armamenti limitando le costruzioni navali. Secondo i termini del trattato, l'Italia avrebbe potuto mantenere in servizio le navi della classe Regina Elena, insieme alle più recenti navi da battaglia. A causa delle ridotte dimensioni e dell'età delle navi, la Regia Marina avrebbe potuto mantenere le navi in servizio indefinitamente, ma non poteva, tuttavia, sostituirle con nuove navi secondo le clausole del trattato, che prevedevano che una nave poteva essere sostituita non prima di essere stato in servizio 20 anni.
La nave Roma rimase tuttavia in servizio solo pochi anni, dopo la firma del trattato. Il 3 settembre 1926, la nave venne radiata dal registro navale e il 1º settembre 1927 venduta ai demolitori e smantellata nel 1932.